# American Voice

American Voice (The American Mall) est un téléfilm musical américain réalisé par Shawn Ku en 2008.

## Synopsis
La jeune chanteuse Ally rencontre Joey, un rock star. Mais la jeune fille doit aider sa mère, dont son magasin est au bord de la faillite, alors que Madison, amoureuse de Joey, en profite. 

## Fiche technique
- Titre original : The American Mall
- Autre titre : American Voice
- Réalisation : Shawn Ku
- Scénario : Margeret Oberman, Tomas Romero et P.J. Hogan
- Photographie : Matthew Williams
- Musique : David Lawrence
- Montage : Don Brochu (de)
- Sociétés de production : MTV
- Genre : Comédie musicale
- Durée : 1h40 minutes
- Année : 2008

## Distribution
- Nina Dobrev (VF : Caroline Lallau) : Ally
- Rob Mayes : Joey
- Autumn Reeser : Madison Huxley
- Al Sapienza : Max